# Joel Agyekum
Joel Agyekum (*  8. März 2005 in Hamburg) ist ein deutsch-ghanaischer Fußballspieler. Der Innenverteidiger spielt seit seiner Kindheit beim Hamburger SV.

## Karriere

### Im Verein
Agyekum wurde in Hamburg geboren und spielte zunächst von 2013 bis 2015 im Stadtteil Dulsberg beim DSC Hanseat und anschließend im Stadtteil Eimsbüttel beim Eimsbütteler TV, ehe er im Januar 2017 im Alter von 11 Jahren in das Nachwuchsleistungszentrum des Hamburger SV wechselte. Dort durchlief er fortan alle Nachwuchsmannschaften. In den Spielzeiten 2020/21 und 2021/22 spielte er mit den B1-Junioren (U17) in der B-Junioren-Bundesliga Nord/Nordost, ehe er in den Spielzeiten 2022/23 und 2023/24 mit den A-Junioren (U19) in der A-Junioren-Bundesliga Nord/Nordost aktiv war. Bereits im Oktober 2022 hatte der Innenverteidiger für die zweite Mannschaft in der viertklassigen Regionalliga Nord im Alter von 17 Jahren sein erstes Spiel im Herrenbereich absolviert. Ein weiterer Einsatz erfolgte als A-Junior im Juli 2023.
Nachdem Agyekum die Junioren durchlaufen hatte, wurde er zur Saison 2024/25 fest in die zweite Mannschaft integriert. Dort etablierte er sich auf Anhieb zum Stammspieler. Während der Länderspielpause im November 2024 absolvierte Agyekum unter Steffen Baumgart sein erstes Testspiel mit der Profimannschaft. Baumgart wurde kurze Zeit später durch Merlin Polzin ersetzt, unter dem er im Januar 2025 die Wintervorbereitung mit den Profis absolvieren durfte. Anfang Februar 2025 saß der 19-Jährige zunächst ohne Einsatz erstmals in der 2. Bundesliga auf der Bank, ehe er am 7. Februar 2025 bei einem 2:1-Auswärtssieg gegen Preußen Münster kurz vor dem Spielende erstmals in der zweithöchsten deutschen Spielklasse eingewechselt wurde.

### In der Nationalmannschaft
Agyekum abolsvierte im September 2022 unter Christian Wörns zwei Spiele in der deutschen U18-Nationalmannschaft.

## Erfolge
- Aufstieg in die Bundesliga: 2025 (Hamburger SV)